# Lavalle (departement van Corrientes)
Lavalle is een departement in de Argentijnse provincie Corrientes. Het departement (Spaans:  departamento) heeft een oppervlakte van 1.480 km² en telt 26.250 inwoners.

## Plaatsen in departement Lavalle
- Cruz de los Milagros
- Gobernador Juan E. Martínez
- Lavalle
- Santa Lucía
- Yataytí Calle